# Tornado em Piracicaba e na região de Campinas em 2006
Os tornados em Piracicaba e na região de Campinas em 29 de março de 2006 foram uma família de tornados que atingiu as cidades de Piracicaba (bairro Agronomia) e Santa Bárbara d'Oeste. Ao menos quatro plausíveis tornados ocorreram durante o período nos dois municípios, deixando um morto e quinze feridos em Santa Bárbara d'Oeste e vinte e um feridos em Piracicaba, além de um prejuízo total de R$15,5 milhões em ambas as cidades.

## Repercussão em Piracicaba
Uma tempestade supercelular atingiu a cidade pouco antes do meio-dia, surpreendendo os moradores com ventos intensos e ruidosos, além de chuvas fortes que reduziram drasticamente a visibilidade. Houve um considerável número de árvores caídas. Segundo relatos da imprensa local, mais de 3% da cidade foi afetada pela tempestade, incluindo aproximadamente 500 árvores caídas no campus da Escola Superior de Agricultura Luiz de Queiroz (Esalq), onde houve a passagem do tornado, e outras 400 no campus Taquaral da Universidade Metodista de Piracicaba (UNIMEP), a qual foi afetada pela tempestade supercelular, mas não pelo tornado. A prefeitura realizou 319 atendimentos para remoção de árvores que bloqueavam vias e representavam risco à população e ao patrimônio. Foi declarado Estado de Emergência por 60 dias, com prejuízos urbanos estimados em R$1.500.000,00. A produção de cana-de-açúcar também foi severamente impactada, com 350 mil toneladas perdidas devido ao fenômeno. Além disso, danos significativos foram registrados no campus da Esalq, incluindo a quebra de estufas, danos em laboratórios e equipamentos molhados, afetando várias pesquisas em andamento. Dados da estação meteorológica da Esalq indicaram ventos máximos de 158 km/h e 30,0 mm de precipitação durante o evento. De acordo com a Universidade de São Paulo (USP), o tornado em Piracicaba limitou-se ao bairro Agronomia, onde está situada a Esalq, não atingindo a área urbana. O que afetou o resto da cidade foi uma tempestade supercelular associada ao fenômeno.

## Repercussão em Santa Bárbara D'Oeste
Os moradores relataram que o dia começou com céu nublado, sem qualquer sinal do que estava por vir após as 11:00h, quando os ventos aumentaram subitamente. Repentinamente, o céu escureceu intensamente, reduzindo a visibilidade e causando cortes de energia em muitos bairros por várias horas devido à queda de postes e fiação. Em alguns lugares, a energia só foi restaurada dias depois. As chuvas foram fracas, mas os ventos fortes foram destacados como o principal problema pelos entrevistados. Na área rural, que estava enfrentando uma estiagem relativa, as chuvas foram vistas como benéficas. Após o evento, as condições atmosféricas se estabilizaram e a precipitação cessou.
Os trabalhos de campo revelaram a ocorrência de três tornados em Santa Bárbara d'Oeste. O primeiro afetou tanto áreas urbanas quanto rurais por volta das 11:30h, seguindo uma trajetória reta ao longo do Ribeirão dos Toledos, onde ganhou sua força. Danos significativos foram observados, incluindo árvores arrancadas pela raiz ou retorcidas em alturas variadas. Edificações foram total ou parcialmente destelhadas, e postes de iluminação foram derrubados. Ventos fortes nas áreas adjacentes também causaram danos, embora não tenham sido classificados como tornados. O segundo tornado atingiu o bairro Nova Conquista, enquanto o terceiro impactou canaviais e um clube privado.